# Pteronemobius chapadensis
Pteronemobius chapadensis is een rechtvleugelig insect uit de familie krekels (Gryllidae). De wetenschappelijke naam van deze soort is voor het eerst geldig gepubliceerd in 1916 door Bruner. De soort komt voor in Brazilië.